# La Basse-Vaivre
La Basse-Vaivre là một xã thuộc tỉnh Haute-Saône trong vùng Bourgogne-Franche-Comté phía đông nước Pháp.

## Geography
The Côney forms the commune's northern and northwestern borders.